# 2020 у Черкаській області
Стаття про головні події Черкаської області у 2020 році.
Рішенням Черкаської обласної ради від 25.10.2019 № 32-57/VII 2020-й оголошено Роком Тодося Осьмачки, на честь 125-річчя від дня народження видатного українського письменника — поета, прозаїка, перекладача.

## Ювілеї

### Подій
- 90 років від часу Драбівського повстання

### Видатних людей
- 280 років з часу народження Максима Залізняка (1740 — невідомо), січового козака, керівника Коліївщини
- 27 січня — 230 років з дня народження Петра Гулака-Артемовського (1790—1865), письменника, перекладача
- 16 травня — 125 років з дня народження Тодося Осьмачки (1895—1962), українського письменника — поета, прозаїка, перекладача
- 14 грудня — 180 років з дня народження Михайла Старицького (1840—1904), письменника, драматурга, режисера, перекладача, культурного, громадського діяча
- 21 грудня — 200 років з дня народження Платона Симиренка (1820—1863), підприємця, мецената.

### Річниці заснування, утворення
- 100 років від часу заснування Інституту помології імені Л. П. Симиренка НААН
- 90 років від часу заснування Уманського державного педагогічного університету імені Павла Тичини
- 90 років від часу заснування Черкаської медичної академії
- 60 років від часу заснування Черкаського державного технологічного університету
- 14 лютого — 30 років від дня заснування Черкаського обласного телебачення.

## Події

### Пандемія коронавірусної хвороби
- 12 березня — у зв'язку з поширенням коронавірусної інфекції, у Черкаській області, як і по всій країні, запроваджено карантин у закладах освіти, обмежено проведення масових заходів.[2]
- 22 березня — у Черкаській області офіційно підтверджено перший випадок коронавірусу SARS-CoV-2 в Умані[3].
- 23 березня — Кабінет Міністрів України запровадив у Черкаській області режим надзвичайного стану для запобігання поширенню коронавірусу SARS-CoV-2[4].
- 30 квітня виконавчий комітет Черкаської міської ради ухвалив рішення щодо послаблення карантинних заходів у місті з 1 травня — відкриття частини магазинів, ринків, установ обслуговування тощо, хоча в Україні такі послаблення заплановані на 11 травня.[5] Рішення викликало жорстку критику з боку міністра внутрішніх справ України Арсена Авакова та президента України.[6] Відкрито кримінальне провадження.
- 9 серпня — загальна кількість хворих на COVID-19 у Черкаській області перевищила 1000 осіб[7].
- 14 вересня — посилення карантинних заходів через збільшення кількості інфікованих — у Каневі запроваджується «червона» карантинна зона, припиняють роботу школи та дитсадки і зупиняється рух громадського транспорту[8].
- 5 листопада — кількість хворих на COVID-19 у Черкаській області перевищила 10 тисяч осіб[9].

### Політика, вибори
- 17 липня — Верховна Рада України ухвалила Постанову «Про утворення та ліквідацію районів», згідно з якою Черкаську область буде поділено на 4 райони: Звенигородський, Золотоніський, Уманський, Черкаський[10].
- 28 серпня — президент України Володимир Зеленський з робочим візитом відвідав Черкаську область. У м. Черкаси представлено нового голову Черкаської ОДА Сергія Сергійчука[11]; у м. Каневі було представлено Стратегію Черкаської області на 2021—2027 роки.
- 25 жовтня — місцеві вибори, під час яких обрано депутатів 4 районних рад, депутатів 50 сільських і селищних рад, депутатів 16 міських рад та сільських, селищних і міських голів в рамках проведення місцевих виборів в Україні.
- 19 листопада — 10 ОТГ області вперше отримали понад 10 тис. га земель сільськогосподарського призначення, що розташовані за межами населених пунктів, із державної власності у комунальну[12].
- 22 листопада — у рамках місцевих виборів відбувся другий тур виборів мера м. Черкаси, в якому переміг чинний міський голова Анатолій Бондаренко[13].
- 4 грудня — головою Черкаської обласної ради восьмого скликання обрано Анатолія Підгорного[14], першим заступником — Романа Сущенка.
- 29 грудня — президент України Володимир Зеленський звільнив голову Черкаської ОДА Сергія Сергійчука та поклав тимчасове виконання цих обов'язків на Віктора Гусака[15].

### Інші події
- 18 вересня — попри карантинні заборони, на святкування єврейського нового року Рош га-Шана в Умань прибуло близько 3 тис. хасидів з різних країн світу[16].
- 9 листопада — у Черкасах уперше в області провели операцію з трансплантації нирки. Операцію провели в Черкаському онкодиспансері.[17]

### Культурні події
- 3 лютого — у Черкасах пройшов «Гайда-Фест-2020» за участі гуртів: «Гурт [О]», «Yuko», «ХЗВ» та «Latexfauna»[18].
- 27 лютого — у Черкасах у вщент заповненому залі кінотеатру «Україна» відбувся прем'єрний показ фільму режисера Тимура Ященка «Черкаси». З глядачами зустрілися творчий колектив, який створив фільм, і екіпаж справжнього тральщика «Черкаси».[19].
- 31 липня — 2 серпня у м. Черкаси пройшов 7-й Міжнародний мотофестиваль «Дорога на Січ»[20].
- 31 липня — 2 серпня у с. Мельники на Холодноярщині пройшов 3-й Мистецький фестиваль «Крутий заміс»[21].
- 8 серпня — біля с. Ротмістрівка у Смілянському районі пройшов другий фестиваль малої авіації ЯСЛА-2020. У ньому взяли участь понад 40 літальних апаратів[22].
- 20—23 серпня поблизу Черкас пройшов 18-й щорічний Міжнародний мотофестиваль «Тарасова Гора»[23].

### Спортивні події
- 13 березня — у зв'язку з пандемією COVID-19, розіграш Української баскетбольної суперліги сезону 2019—2020 завершено достроково. Черкаські Мавпи посіли 6-те місце[24].
- 20 серпня — ФК Черкащина у першій лізі Чемпіонату України з футболу 2019—2020 зайняла останнє місце, а за результатами двох матчів раунду плей-офф програла клубу «Верес (Рівне)» та перейшла до другої ліги[25].
- 10 жовтня — у чемпіонаті Черкаської області з футболу 2020 року перемогла команда «Златокрай-2017» (Золотоніський район), на другому місці — «УТК» (Уманський район), на третьому — «Базис» (Кочубіївка)[26].

## Нагороджено, відзначено

### Державні нагороди
- 21 січня — Іванові Фізеру, доцентові кафедри Черкаського національного університету ім. Б. Хмельницького, присвоєно почесне звання «Народний художник України»; Ушаковій Лідії Володимирівні, директорові Черкаської обласної бібліотеки для дітей ім. О. Кошового, присвоєно почесне звання «Заслужений працівник культури України»[27].
- 15 травня — Валентинові Лазуренку, історикові, професору Черкаського державного технологічного університету, присвоєно почесне звання «Заслужений працівник освіти України»[28].

### Інші відзнаки
- 11 вересня Черкаська обласна рада присвоїла звання почесного громадянина Черкаської області Хімічу Андрію Івановичу[29].

### Премії
- Лауреатами обласної Краєзнавчої премії імені Михайла Максимовича стали: у номінації «За видання краєзнавчої літератури» — Віктор Козоріз, автор книги «Драбів і Драбівщина. Нариси з історії рідного краю» і Володимир Поліщук, автор підбірки із 7 книг, виданих ним в останні п'ять років: «Мій Михайло Максимович», «Мій Василь Доманицький», «Мій Павло Филипович», «Мій Тодось Осьмачка», «Шевченківські студії», «Слово до високих літ», «Майже столітня історія… Кафедра української літератури в Черкасах»; у номінації «За особливий внесок у розвиток музеїв, що функціонують та перебувають у віданні підприємств, установ та організацій» — музейний комплекс історії рідного краю Тернівського ліцею Тернівської сільської ради Смілянського району.[30]
- 24 листопада — черкаська письменниця Оксана Дуплій стала переможницею міжнародного літературного конкурсу «Коронація слова» 2020 року в номінації «П'єси» за твір «Де живуть львівські дракони?»[31].
- 1 грудня — лауреатами Всеукраїнської літературної премії імені Василя Симоненка стали: у номінації «За кращий художній твір» — Анатолій Кичинський за книгу поезій «Сотворіння цвіту»; у номінації «За кращу першу збірку» — Андрій Шийчук за збірку поезій «Кахлі»[32].
- Лауреатом Літературної премії імені Тодося Осьмачки став письменник Сергій Ткаченко (м. Шпола), за збірку поезій «Поважчали слова»[33].

## Створено, засновано
- 19 листопада — у м. Черкаси відкрито пам'ятник героям АТО/ООС[34].

### Об'єкти природно-заповідного фонду
Рішенням Черкаської обласної ради протягом року створено 2 об'єкти природно-заповідного фонду місцевого значення:
- ландшафтні заказники Довжанський та Мацькова гора (Чорнобаївський район).

## Зникли
- Припинило свою діяльність підприємство Уманьферммаш (м. Умань).

## Померли
- 11 січня — Чекаленко Василь Іванович (1962—2020), керівник ТОВ «Берестівець» Уманського району, заслужений працівник сільського господарства України[35].
- 3 квітня — Гриценко Олександр Андрійович, 62, уродженець м. Ватутіне, український поет і культуролог[36].
- 30 квітня — Мариновський Юрій Юхимович, 67, уродженець м. Черкаси, історик, журналіст, краєзнавець[37].
- 22 червня — Софроній, 80, митрополит Черкаський і Канівський[38].
- 21 липня — Піняк Мар'ян Володимирович, 62, директор Шевченківського національного заповідника у м. Каневі[39].
- 2 жовтня — Фізер Іван Васильович, 67, український художник і скульптор, голова Черкаської обласної організації НСХУ, народний художник України.
- 13 листопада — Полях Віталій Іванович, 72, український державний діяч, політик[40].
- 17 грудня — Страшевич Василь Борисович, 83, черкаський краєзнавець і журналіст[41].
- 27 грудня — Чос Володимир Григорович, 49, черкаський журналіст, письменник і краєзнавець[42].

### Загиблі під часросійсько-української війни
- 5 січня — Насальський Руслан Леонідович із с. Фурманка Уманського району, загинув біля населеного пункту Павлопіль Волноваського району[43].